# Grzegorz Górkiewicz

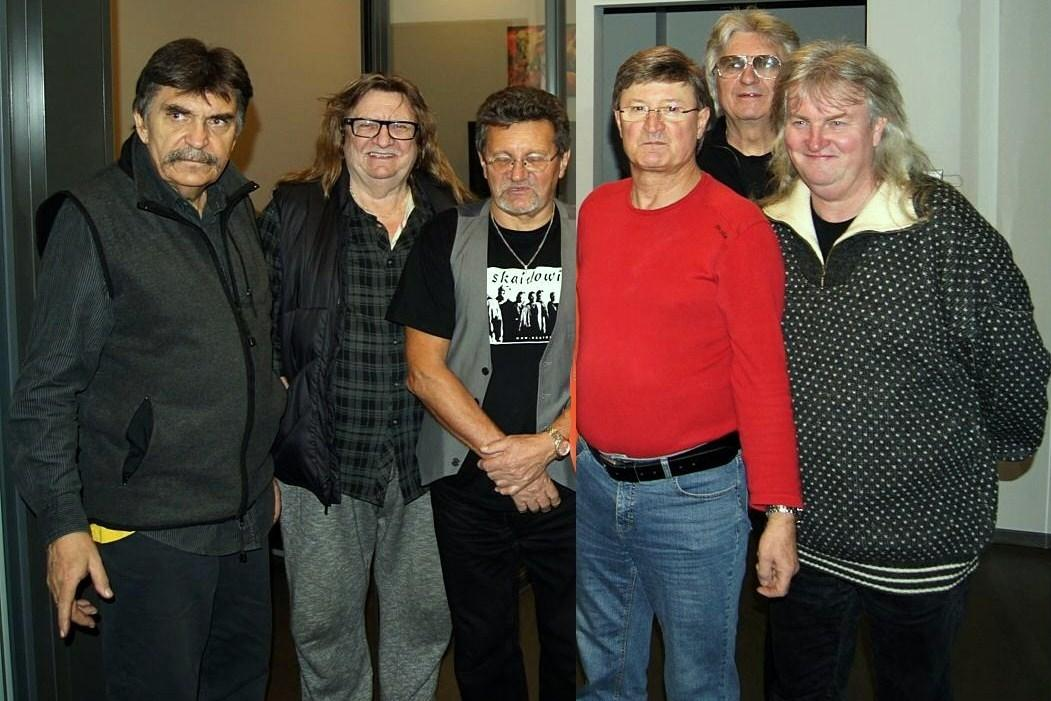
Grzegorz Górkiewicz (pierwszy z prawej) z zespołem Skaldowie

Grzegorz Górkiewicz (ur. 25 maja 1963 w Kalwarii Zebrzydowskiej) – polski muzyk grający na instrumentach klawiszowych. W 1983 roku ukończył Państwowe Liceum Muzyczne w Krakowie i w 1988 roku Akademię Muzyczną w Krakowie. Od 1987 roku członek zespołu Skaldowie, w którym początkowo zastępował Andrzeja Zielińskiego, z którym od 1990 roku gra na zmianę. Zadebiutował na płycie Nie domykajmy drzwi (1989). Wcześniej współpracował z Ewą Demarczyk.